# Balatonalmádi
Balatonalmádi är en stad och kommun i distriktet Balatonalmádi i provinsen Veszprém i Ungern. Den ligger vid Balatonsjön, cirka 93 kilometer sydväst om centrala Budapest. Kommunen har 10 000 invånare (2024), på en yta av 49,88 km².
Balatonalmádi har vuxit ihop med två mindre samhällen, Káptalanfüred och Vörösberény, som numera är delar i staden. Under sommaren hålls en vinfestival i staden.